# Де Витторио, Пино
Джузеппе де Витторио (сценический псевдоним — Пино де Витторио), (итал. Giuseppe De Vittorio, Pino De Vittorio; род. 24 декабря 1954 года, Лепорано, провинция Таранто) — итальянский певец, специализирующийся на исполнении музыки эпохи барокко, драматический актёр.

## Биография
Пино де Витторио родился в коммуне Лепорано, провинция Таранто. Он получил известность в качестве театрального актёра (а затем и певца), возрождающего традиции комического театра Южной Италии. Большое влияние на его карьеру оказал известный итальянский режиссёр, композитор и музыкальный критик Роберто де Симона. Пино играл главные роли в большинстве его спектаклей, последний их совместный проект «Gatta Cenerentola» был с успехом показан на фестивалях в Нью-Йорке и в городах Южной Америки. В 1984 году он дебютировал на сцене Театро ди Сан Карло в Неаполе в музыкальной комедии «Crispino e la Comare» братьев Луиджи и Федерико Риччи. Пино де Витторио принимал участие во многих международных музыкальных и театральных фестивалях, постановках барочных и современных опер. В Лондоне он исполнил в присутствии королевской семьи роль Амура в опере «Дафна» композитора Марко Дзеноби да Гальяно. Пино де Витторио — постоянный участник международных гастролей ансамбля «Cappella della Pieta de' Turchini» (художественный руководитель и дирижёр — Антонио Флорио). Дважды он выступал в Санкт-Петербурге на концертах фестиваля Earlymusic в 2011 (с сольным концертом из старинных итальянских народных песен, аккомпанируя себе на гитаре) и 2014 годах (с ансамблем «Cappella della Pieta de' Turchini», исполнив арии из неаполитанских комических опер эпохи барокко).
В основе репертуара Пино де Витторио лежит музыкальный театр неаполитанского Возрождения и барокко. Он выступает и с другими известными в Европе ансамблями старинной музыки «Le Poème Harmonique» и «L`Arpeggiata». Принимает участие в оригинальных постановках опер XX века (в частности «Истории солдата» Игоря Стравинского и «Орфея» Клаудио Монтеверди в новой оригинальной версии Лучано Берио)

## Оценка творчества
Оценка творчества Пино де Витторио противоречива, однако, в целом носит позитивный характер. Вот какую характеристику даёт певцу российский музыкальный критик:

«Сольный репертуар господина де Витторио — не слишком интонационно чистого хриплого тенора, изрядно комикующего и аккомпанирующего себе на гитаре, — прозвучал эффектно, но неброско. Примерно так, вероятно, развлекала себя и окружающих на какой-нибудь залитой жарким солнцем пьяцца итальянская голытьба XVI века. Пять столетий спустя этот специалитет мог бы показаться соринкой в глазу привечаемой Earlymusic академической традиции европейского аутентизма, кабы не являлся последним её писком. Десятилетиями утверждавшие примат исследовательского подхода и строгой научности старинщики разом пали ниц перед подчеркнуто неокультуренным музицированием от неаполитанской сохи. Разухабистый площадной дух, который предшественники Пино де Витторио выгодно противопоставляли церковно-государственному официозу, их наследник обратил в оппозицию высоколобому интеллектуализму иных своих коллег».

## Дискография
- Tarantelle del Gargano. L’Empreinte Digitale. 1997.
- L’Amante Impazzilo: Cantate Napoletane Barocche, Vol. 3 [Italian Import]. Symphonia. 1999.
- Tarantelle del Rimorso. Eloquentia. 2006.
- Cantate Napoletane del '700, Cappella della Pietà de' Turchini diretta da Antonio Florio. Eloquentia. 2009.
- Siciliane. Glossa Records. 2013.
- Il Canto della Sirena: Cantate Napoletane dell' eta barocca. Glossa Records. 2014.

## Награды
- 2012 год. Premio Saturo d’Argento.
- 2012 год. Музыкальная премия региона Апулия.